# Любосеевка

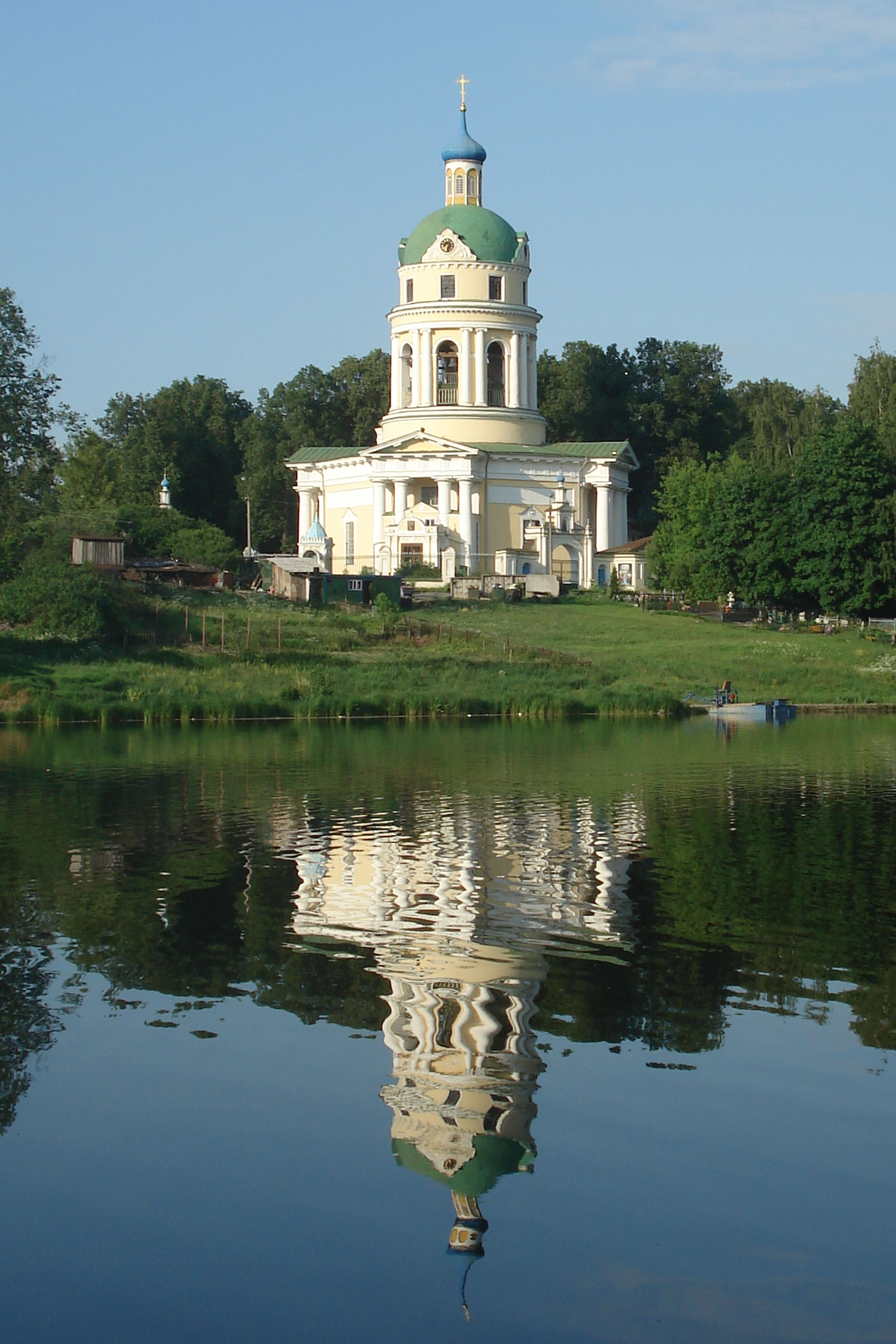
Церковь Николая Чудотворца (1823) на берегу Барского пруда, образованного Любосеевкой.

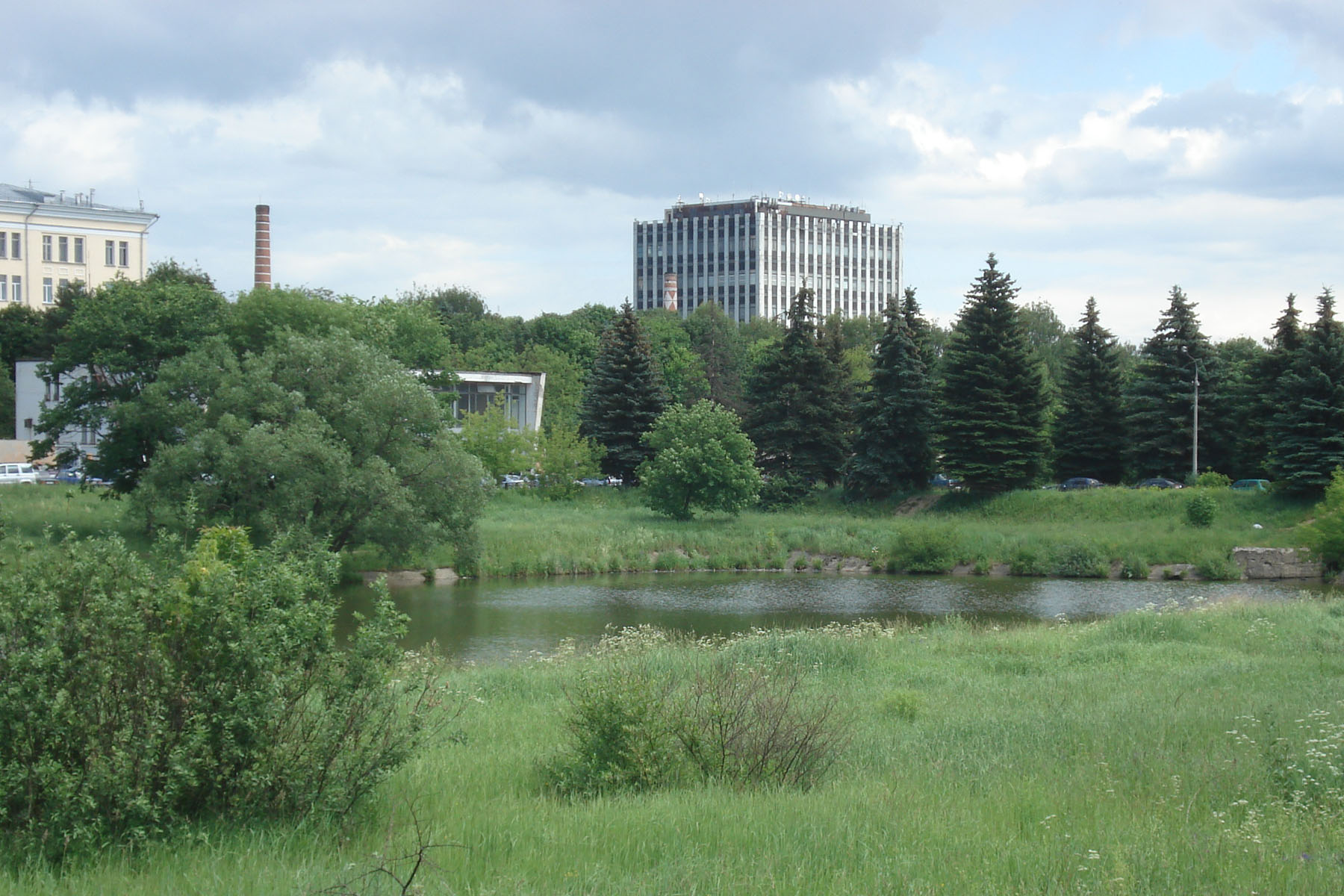
Вид на верхний Технический пруд и ФГУП «НПП „Исток“» с платформы Фрязино-Пассажирская

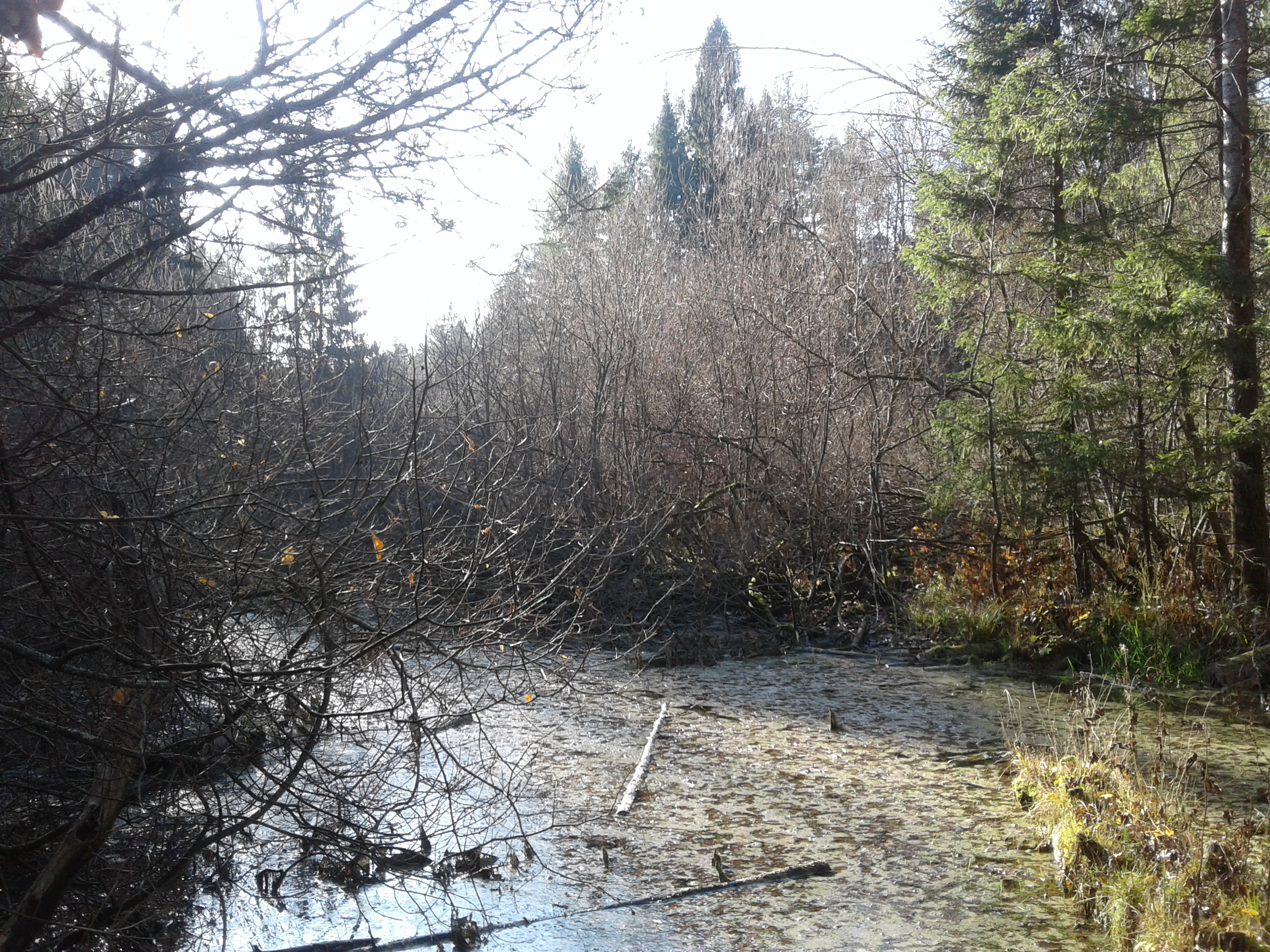
Река в районе бывшей запруды на месте пересечения с трассой исторического Хомутовского тракта, к северу от Фрязино

Любосе́евка (часто Любасеевка) — река в Московской области России. Правый приток Вори (левого притока Клязьмы). Символически изображена на гербе и флаге муниципального образования «город Фрязино».

## География
Источник недалеко от города Фрязино. Течёт всё время на восток. Протекает по городу Фрязино и территориям Гребневского и Анискинского сельских поселений Щёлковского района. Впадает в Ворю на расстоянии 11 км от устья, недалеко от посёлка Медное-Власово и деревни Мизиново. Длина реки примерно 12—15 км. Площадь водосборного бассейна — 71,2 км².
Любосеевка в нескольких местах запружена. На территории Фрязино имеются два идущих подряд образованных Любосеевкой Технических пруда, на левом берегу которых находится крупнейшее фрязинское предприятие ОАО «НПП „Исток“ им. Шокина», а вдоль правого берега верхнего Технического пруда проходит конечный участок железной дороги Москва — Фрязино Ярославского направления МЖД и располагается платформа Фрязино-Пассажирская. В нескольких километрах ниже Фрязино, между Новой и Старой Слободами, расположена плотина XVII века, образующая живописные Барские пруды. Перед Улиткино также расположены два небольших пруда.
Самый большой приток — впадающая слева в Любосеевку в селе Улиткино речка Камшиловка (Камшилиха, Калитвенка), начинающаяся у села Трубино, образующая пруды в деревне Камшиловка и, перед впадением в Любосеевку, в селе Улиткино. Упоминается также ручей Безымянный, начинающийся в болоте у деревни Сабурово и впадающий в Любосеевку.

## О названии
Современное название Любосеевка употребляется в государственных и муниципальных законодательных актах, Государственном водном реестре и на официальных и информационных сайтах города Фрязино и Щёлковского района. Вариант написания Любасеевка встречается на официальных картах издания 1985 года, на дорожных информационных знаках, в частности, перед мостами через реку во Фрязино и Улиткино.

В древности Любосеевка называлась Любосивль, Любосивка или Любасива. Первое известное упоминание реки имеется в духовной грамоте 1402 года серпуховского князя Владимира Андреевича Храброго:
Во имя Отца и Сына, и святого Духа … даю рад моим сынам и княгине моей … а из московских сел … на Любосивле Четрековское, Мосейково на Усть-Любосивле…
По мнению краеведа М. С. Баева, Четрековское — древнее название села Гребнева, а Мосейково на Усть-Любосивле — деревни Мизиново, находящейся недалеко от устья Любосеевки.
Существует гипотеза, что название Любосеевки происходит от распространенного балтийского гидронима с корнем Луб (Lub, Lubone, Lubelis). В рамках этой гипотезы перевод названия реки с балтского означает Черёмуховая река.

## Достопримечательности

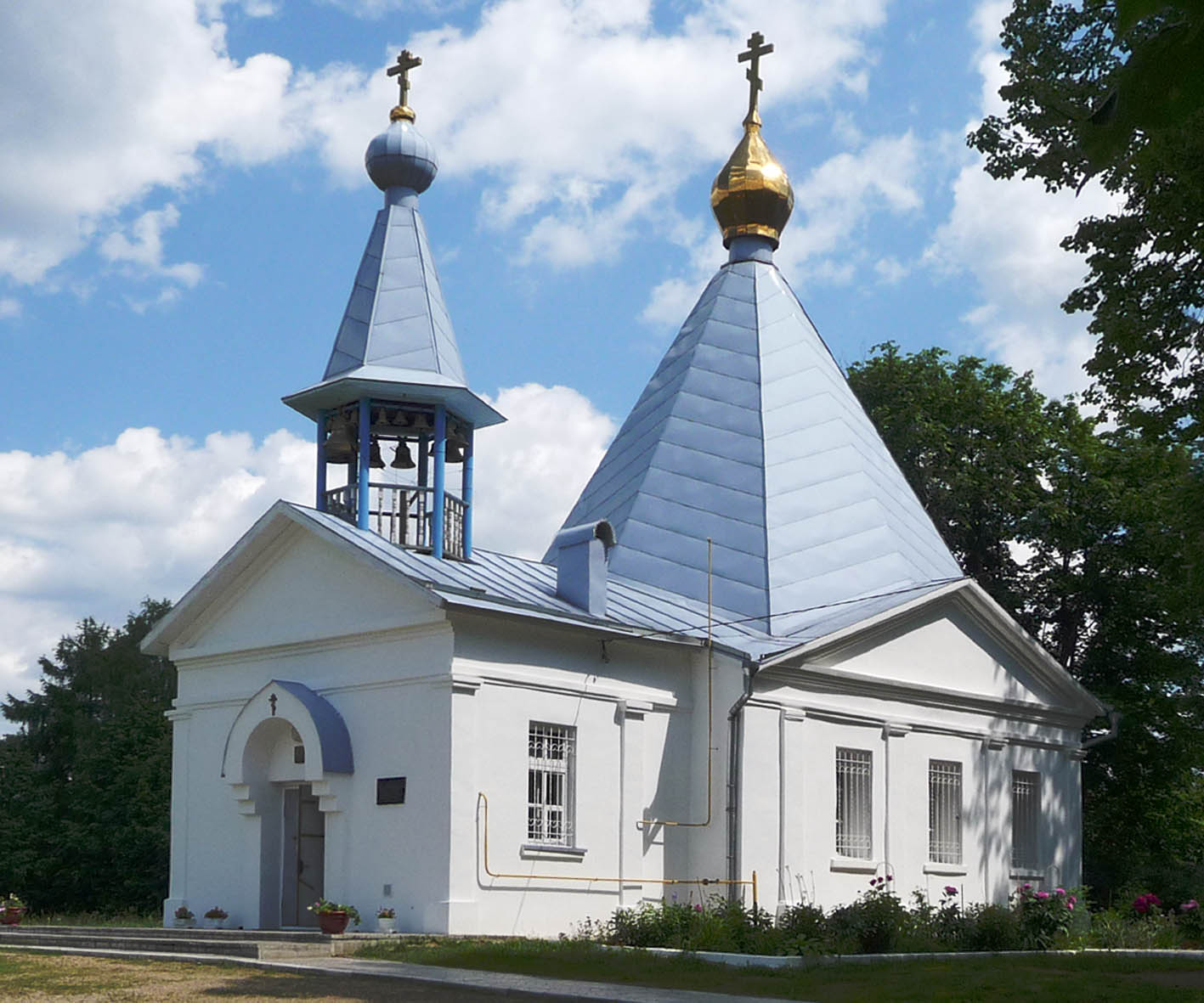
Церковь Святой Магдалины в селе Улиткино (1748)

Герб г. Фрязино, на котором символически изображена река Любосеевка

За городом Фрязино Любосеевка образует живописные Барские пруды, на берегу которых, слева по течению реки, находится усадьба Гребнево — памятник архитектуры и истории федерального значения. Плотина на Любосеевке была уже в начале XVII века, во времена владения усадьбой князем Дмитрием Тимофеевичем Трубецким. При нём на Любосеевке создается обширный пруд, ныне называемый Барским.
На карте 1767 года на пруду уже выделены отделённые каналами два острова — Большой и Шишкина гора. Общее число островов, включая малые, достигало 7 или 8. Некоторые из них, в том числе Большой остров, сохранились до настоящего времени. На островах был разбит парк в английском стиле, а также были сооружены беседки, домики и мосты. Остатки регулярного парка прослеживаются на Большом острове и сегодня.
Современное состояние Барских прудов таково, что Роспотребнадзор купание в них не рекомендует.
Представляет интерес единственная в Подмосковье освящённая в честь Святой мироносицы Марии Магдалины церковь в селе Улиткино (1747), построенная княжной Марией Кантемир (1700—1754), дочерью молдавского господаря, князя Дмитрия Константиновича и любовницей императора Петра Великого.
Любосеевку вброд пересекала Хомутовская дорога.

## Топографические карты
- Лист карты N-37-5 Ногинск. Масштаб: 1 : 100 000. Состояние местности на 1984 год. Издание 1985 г.